# Aéroport de Santiago de Cuba
L'aéroport de Santiago de Cuba-Antonio-Maceo (code IATA : SCU • code OACI : MUCU) est un aéroport international desservant la ville de Santiago de Cuba, à Cuba, dans la province de Santiago de Cuba.

## Situation
| \| 100 km1:2 630 000 \| Santa Clara Trinidad Santiago de Cuba Bayamo Jardines del Rey Holguín Baracoa Las Tunas Camagüey Cienfuegos La Havane-J. Martí Varadero Varadero-Kawama La Coloma Guantánamo Ciego de Ávila Moa Plage Baracoa Nueva Gerona San Nicolás de Bari Sancti Spíritus Manzanillo Siguanea Cayo Largo |
| 100 km1:2 630 000 |

## Compagnies aériennes et destinations
| Compagnies             | Destinations |
| ---------------------- | --- |
| Aerogaviota            | La Havane-José Martí, Kingston-N. Manley                                                                                      |
| American Airlines      | Charter : Miami |
| Blue Panorama Airlines | Rome Léonard-de-Vinci/Fiumicino                                                                                               |
| Cubana de Aviación     | La Havane-José Martí, Montréal (P.-E.-Trudeau) , Port-au-Prince T. Louverture, Saint-Domingue Las Américas, Toronto (Pearson) |
| Fly All Ways           | Paramaribo-J. A. Pengel |
| InterCaribbean Airways | Providenciales |
| Sunrise Airways        | Cap-Haïtien , Port-au-Prince T. Louverture                                                                                    |

Édité le 25/06/2018